# Château de Vauraimbault
Le château de Vauraimbault est un château français situé à Montigné-le-Brillant, dans le département de la Mayenne et la région des Pays de la Loire.

## Situation
Il est situé  à 2 kilomètres au Nord du bourg.. On distingue le Grand-Vauraimbault et le Petit-Vauraimbault. Le Petit-Vauraimbault est situé sur la rive gauche du Vicoin, à 800 mètres du Grand-Vauraimbault 

## Désignation
- Hébergement, domaine et féage de Vauraimbault, 1407 (Aveu de Laval).
- Le fief et féage de Vauraimbault, 1445 (Titres de la Patrière).
- Le lieu de Vaurembault, 1493 (Collection personnelle de l'Abbé Angot).
- La chapelle Saint-Gildas de Vauraimbault, 1660 (Insinuations ecclésiastiques).
- Vauraimbaut, village, manoir, chapelle fondée (Hubert Jaillot).
- Vauraimbault, village (Carte de Cassini).

## Histoire
Vauraimbault était un fief mouvant du Comté de Laval. La maison de ferme du Petit-Vauraimbault a une tourelle en façade, et l'on a détruit vers 1860, à 20 mètres de là, une tour haute de trois étages et d'un tel diamètre qu'on pouvait faire tourner sur elle-même, à l'intérieur, une grande voiture de ferme et son attelage.
Pyrrhus L'Enfant avait deux frères, Gabriel, seigneur de Lignières et du Bordage, en Quelaines, et de Boismoreau, en Bazouges, près la Flèche, et Georges, qui eut l'Abbaye Saint-Léonard des Chaumes, près de La Rochelle. C'est une tradition que les trois frères Lenfant de la Patrière étaient protestants : ils établirent un prêche protestant dans leur domaine de Vauraimbault, en Montigné-le-Brillant.
L'Abbé Angot signale une maison du XVe siècle au village. Le château du XIXe siècle était entouré de grands jardins murés à la fin du XIXe siècle. Il est sur l'ancienne route nationale et sur la rive droite du Vicoin. Il y demeurait en 1794, Pierre Landais, notable, très suspect, dont le fils suivit les Vendéens et fut tué à Granville.

## Chapelle
Macé Beloce, prêtre, fit construire une chapelle en l'honneur de saint Gildas, dotée le 4 mai 1493, par Pasquier et Anne Beloce, ses frère et sœur, des lieux de la Mondière et de la Forge, sous le patronage des héritiers possesseurs de la grande maison de Vauraimbault.. 

### Sources et bibliographie
- « Château de Vauraimbault », dans Alphonse-Victor Angot et Ferdinand Gaugain, Dictionnaire historique, topographique et biographique de la Mayenne, Laval, A. Goupil, 1900-1910 [détail des éditions] (BNF 34106789, présentation en ligne) , issu de :
  - Archives départementales de la Mayenne, B. 1.002.
  - Archives départementales de Maine-et-Loire, E. 3.139.